# كفر الشناوي
كفر الشناوي هي إحدى قرى مركز فارسكور التابع لمحافظة دمياط بجمهورية مصر العربية.